# .so
.so je vrhovna internetska domena (country code top-level domain - ccTLD) rezervirana za Somaliju. Trenutno se ne koristi radi pomanjkanja priznate središnje somalijske vlade.

## Vanjske poveznice
- IANA .so whois informacija  Arhivirana inačica izvorne stranice od 23. listopada 2007. (Wayback Machine)